# Capela de Santa Bárbara (Carviçais)
A Capela de Santa Bárbara, em Carviçais, no Município de Torre de Moncorvo, em Portugal, foi construída em 1731, sendo de estilo barroco jesuíta e estando dedicada a Santa Bárbara. Situa-se no cimo da aldeia.